# سینه‌پرور سلطان
سینه‌پرور سلطان، همسر سلطان عبدالحمید یکم (۱۷۷۳ – ۱۷۸۹) و والده سلطان سلطان مصطفی چهارم (۱۸۰۷–۱۸۰۸) بود. او دارای اصالتی بلغاری بود.